# Ilham
Ilham (tatarsko İlham, arabsko الهام‎) je bil leta 1479-1484 in 1485-1487 kan Kazanskega kanata, * okoli 1450, † okoli 1490. 
Bil je najstarejši sin in naslednik kana Ibrahima  in njegove prve žene Fatime. Bil je tudi polbrat kazanskih kanov Mohameda Amina in Abdula Latifa, sinov očetove druge žene Nur Sultan.
Po smrti kana Ibrahima se je kazanska elita razdelila na dve stranki, pogosto imenovani vzhodna in ruska.
Vzhodna stranka je za kana razglasila kneza Ilhama. Desetletni Mohamed Amin, kandidat ruske stranke, je bil prisiljen zapustiti kanat. Odšel je v Moskvo, kjer se je zanj zavzel celiki knez Ivan III. Vasiljevič in mu dal v fevd Kaširo.
Leta 1482 se je Moskva začela priprave na vojno, vendar je na pobudo kazanske strani sklenila mirovni sporazum. Leta 1484 se je ruska vojska ponovno  pripravljala na vojno. Ko se je približala Kazanu, je ruska stranka odstavila  kana Ilhama in za novega kana razglasila Mohameda Amina. Novi vladar ni dolgo zdržal na oblasti. Leta 1485 je vzhodna stranka s podporo Nogajcev in Moskve na prestol vrnila Ilhama.  Naslednje leto je potekalo v boju strank  za oblast in se končalo s prošnjo za pomoč Moskve.
Spomladi 1487 se je začel nov velik veliki ruski pohod na Kazan. 18. maja se je začelo obleganje prestolnice kanata. Obleganci so se začeli pogajati in računali na posredovanje konjeniške enote kneza Ali Gaze. Po njegovem porazu branilci niso bili več enotni.  Prevladala je ruska stranka in Kazan je 9. julija odprl mestna vrata. Za novega kana je bil  razglašen Mohamed Amin, pomembni voditelji vzhodne stranke pa so bili kaznovani.
Ilham in njegove žene so bili izgnani v Vologdo, ker je Ilham okoli leta 1490 umrl. Njegova mati Fatima, bratje in sestre so bili izgnani v Beloozero v mesto Kargolom. V kanatu se je začelo obdobje ruskega protektorata.

## Sklica
1. ↑  Худяков. Очерки по истории Казанского ханства. Глава 1. Arhivirano 7. aprila 2011 na Wayback Machine.
2. ↑   Волков В. А. Войны и войска Московского государства (конец XV — первая половина XVII вв.).  М.: Эксмо, 2004,

## Vir
- М.Г.Худяков. Очерки по истории Казанского ханства. "ИНСАН", Москва, 1991.

| Ilham Bordžigini (1206 – 1635) |                                 |                         |
| Vladarski nazivi               |                                 |                         |
| Predhodnik: Ibrahim            | Kan Kazanskega kanata 1479–1484 | Naslednik: Mohamed Amin |
| Vladarski nazivi               |                                 |                         |
| Predhodnik: Mohamed Amin       | Kan Kazanskega kanata 1485–1487 | Naslednik: Mohamed Amin |